# BZB Nr. 1 bis 4 (Lokomotive)
Die Tallokomotiven 1 bis 4 der Bayerischen Zugspitzbahn waren meterspurige Elektrolokomotiven für den reinen Adhäsionsbetrieb, die von MAN und AEG geliefert wurden. Sie wurden zusammen mit den Berglokomotiven 11 bis 18 als Erstausstattung der Bayerischen Zugspitzbahn beschafft.

## Geschichte
Mit der Eröffnung der Talstrecke zwischen Garmisch-Partenkirchen und Grainau wurden von der Bayerischen Zugspitzbahn vier Elektrolokomotiven für den Adhäsionsbetrieb beschafft. Die zweiachsigen Tallokomotiven für die Talstrecke zwischen Garmisch-Partenkirchen und Grainau mit den Fabriknummern 4268 bis 4271 hatten die Aufgabe, maximal sechs Personenwagen mit bis zu 40 km/h von Garmisch-Partenkirchen nach Grainau zu befördern. Mit einer zweiten Lokomotive als Vorspann konnten bis zu sieben Personenwagen gezogen werden.
Die Lokomotiven wickelten, bis 1987 die Doppeltriebwagen 10 und 11 in Betrieb genommen wurden, den gesamten Verkehr auf der Talstrecke ab. Daraufhin wurde 1988 Lokomotive Nr. 2 ausgemustert und als Denkmal in Garmisch-Partenkirchen an der Straßenkreuzung St. Martin-Straße mit der Olympiastraße, in der Nähe des Bahnhofs Garmisch, aufgestellt (ehemalige Lage). 2003 wurde sie saniert und anschließend auf den Garmisch-Partenkirchner Rathausplatz (Lage) versetzt, wo sie sich immer noch befindet. Lokomotive Nr. 3 war bis 2008 in Betrieb und steht seitdem zusammen mit der Berglokomotive Nr. 11 als Denkmal vor dem Verkehrszentrum des Deutschen Museums auf der Schwanthalerhöhe in München (Lage). Lokomotive Nr. 1 und Nr. 4 sind weiterhin in Betrieb und werden für Sonderzüge, für Rangierarbeiten im Bahnhof Grainau, sowie im Winter für den Schneeräumfahrten auf der Talstrecke eingesetzt.

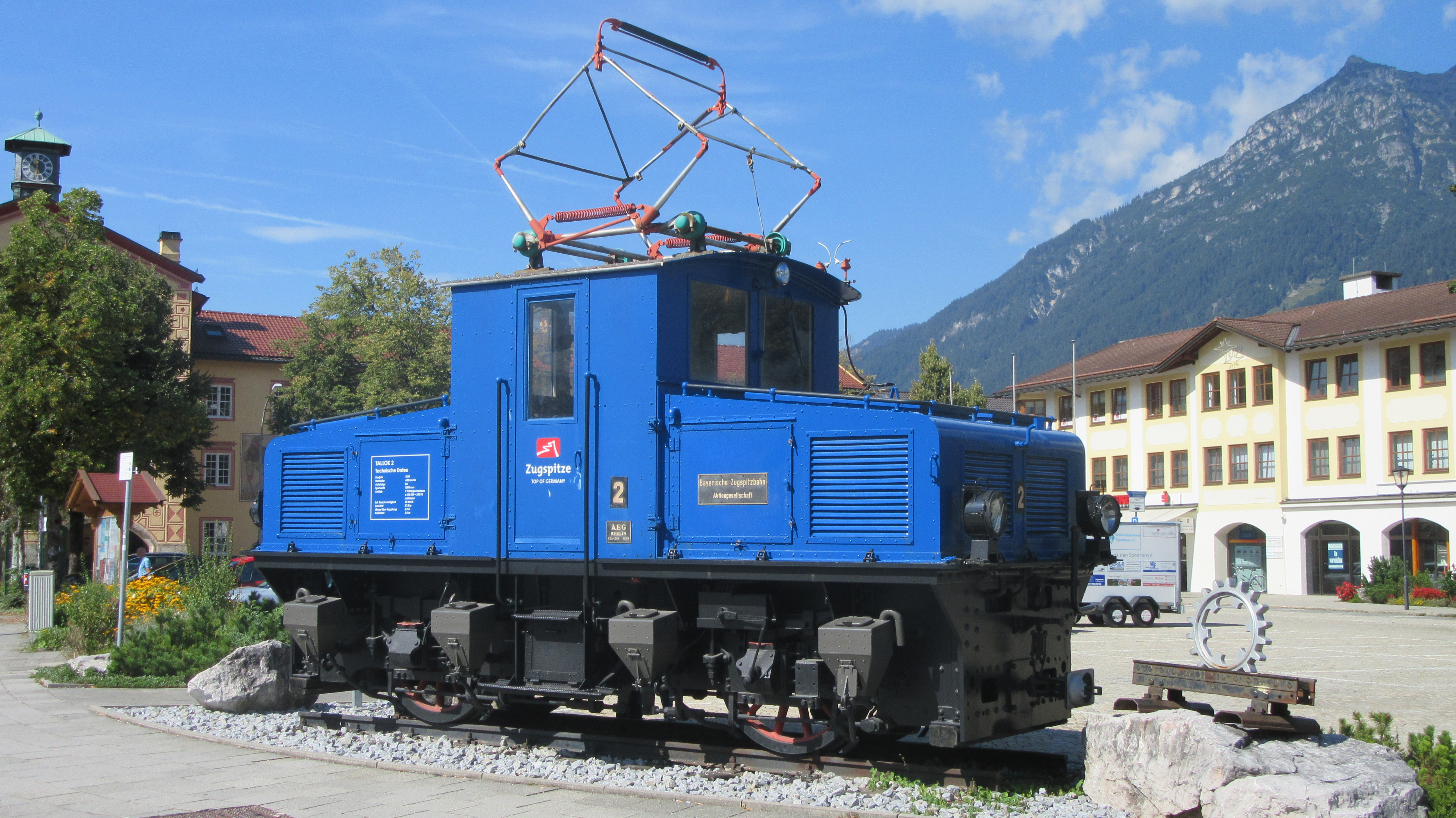
Lokomotive Nr. 2 am Rathausplatz in Garmisch-Partenkirchen
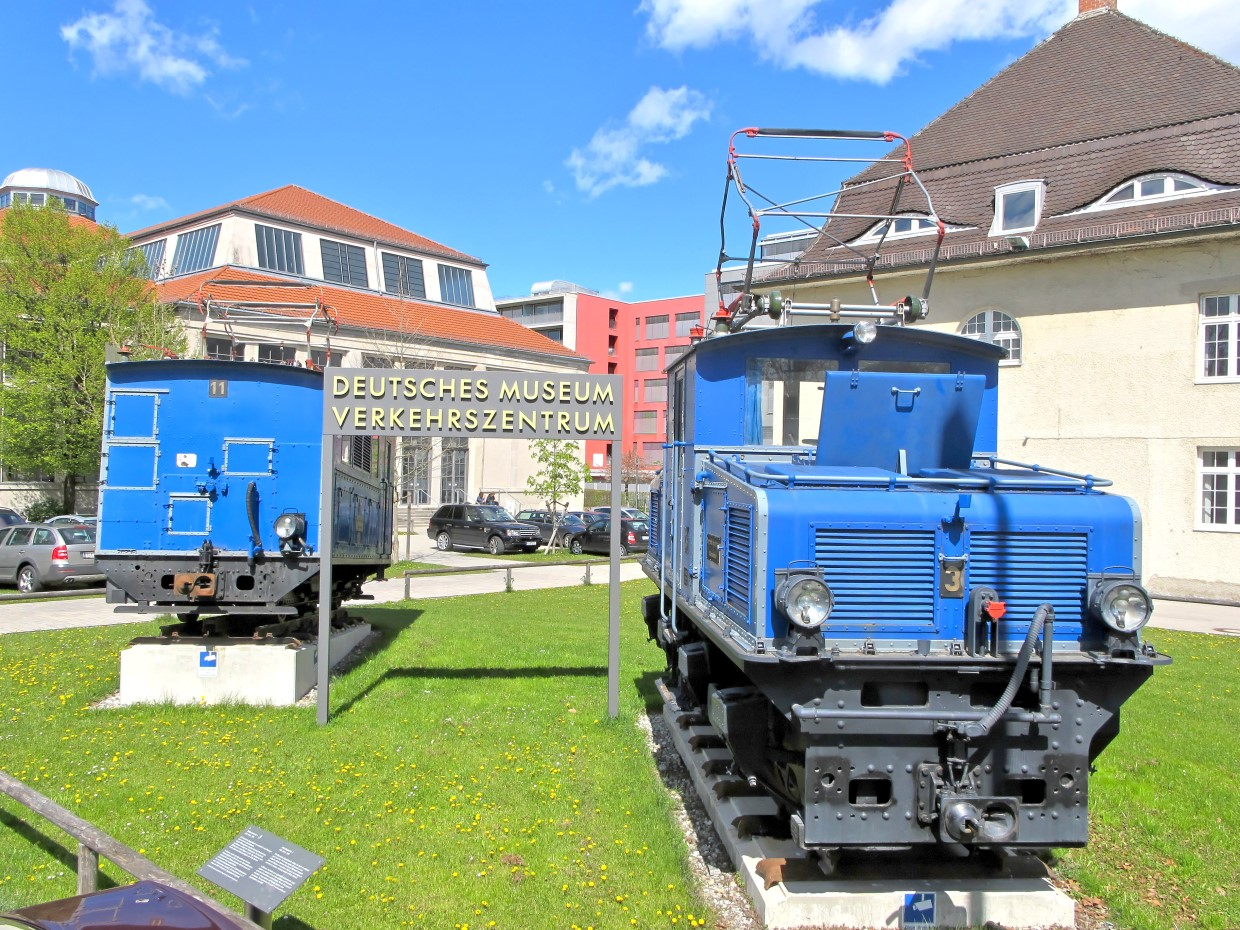
Lokomotive Nr. 3 am Verkehrszentrum in München

## Technik

### Mechanischer Teil
Der Rahmen ist als Blechrahmen aus 30 mm starken Blechtafeln und als Außenrahmen ausgeführt. An das mittig sitzende, geschlossene Führerhaus schließen zwei niedrige Vorbauten an, in denen die Geräteausrüstungen untergebracht sind. Für Wartungsarbeiten können die Hauben abgenommen werden. Der Antrieb der Lokomotive erfolgt durch zwei Fahrmotoren, die in Tatzlagerbauform ausgeführt sind. Um eine ausreichende Bodenfreiheit in mit Zahnstangen ausgerüsteten Gleisen zu gewährleisten, wurde der Treibraddurchmesser ungewöhnlich groß gewählt. Die Lokomotiven werden mit einer selbsttätigen Vakuumbremse, System Hardy, und einer Handspindelbremse als Feststellbremse gebremst. Zur Erzeugung des Vakuums für die Vakuumbremse ist in den Lokomotiven eine zweizylindrige Kolben-Vakuumpumpe verbaut. Angetrieben wird die Pumpe durch einen Gleichstrommotor mit Netzspannung. Ein zusätzlicher Verdichter erzeugt Druckluft für die Betätigung der Druckluftpfeife, des Druckluftläutwerks und der Sandstreueinrichtung. Auf die Saugluftbremse wirkt eine wegabhängige Sicherheitsfahrschaltung, um die Lokomotiven ohne einen Beimann betreiben zu können. Die Sicherheitsfahrschaltung wird entweder durch eine Fußleiste am Fahrschalter oder durch einen der beiden Handtaster an den Einstiegstüren durch den Lokführer betätigt.
Für den Winterdienst wird an einer der Lokomotiven ein Schneeräumschild in Richtung Garmisch-Partenkirchen angebracht, um die Strecke von Grainau nach Garmisch-Partenkirchen zu räumen.

### Elektrischer Teil
Auf dem Dach des Führerhauses ist ein Scherenstromabnehmer angeordnet, der mittels einer Feder gehoben und durch einen handbetätigten Flaschenzug gesenkt werden kann. Zur Ableitung von Überspannungen sind zwischen Stromabnehmer und Hauptschalter eine Hörner-Funkenstrecke und ein Aluminium-Ableiter angebracht. Zum Anfahren haben die Lokomotiven sieben Anfahrwiderstände. Die beiden vierpoligen Fahrmotoren sind stets in Reihe geschaltet. Durch zwei zusätzliche Feldschwächungsstufen hatte die Lokomotive insgesamt drei Dauerfahrstufen. Zur Steuerung der Lokomotive ist mittig im Führerhaus ein Starkstromfahrschalter angebracht, mit dem die Fahrstufen unmittelbar eingestellt werden können.